# Allobates undulatus
Allobates undulatus (Myers & Donnelly, 2001) è un anfibio anuro appartenente alla famiglia degli Aromobatidi.

## Etimologia
L'epiteto specifico è un aggettivo latino che significa ondulato o ondeggiato, in riferimento alla caratteristica colorazione dorsale.

## Distribuzione e habitat
È endemica del Cerro Yutajé nello stato di Amazonas, Venezuela. Si trova a 1750 m di altitudine.